# Picota en tonel
La picota en tonel es un castigo originario de Austria dedicado principalmente a borrachos, era una humillación pública que servía como escarmiento para aquellos que no sabían frenar sus instintos y causaban problemas. También era peligroso y muchos acababan muriendo. consistía en que se colocaba a la víctima dentro de un tonel, aunque había dos clases de toneles: los que tenían el fondo cerrado y dentro se metían orines, estiércol o agua podrida (lo que hacia a muchos morir; fruto de enfermedades por las condiciones insalubres) y los abiertos, con la idea de que las víctimas caminaran por las calles de la ciudad con eso puesto, lo que producía un gran dolor debido al peso del tonel.